# Дорохуск (гмина)
Дорохуск (пол. Dorohusk) — сельская гмина (волость) в Польше, входит как административная единица в Хелмский повет, Люблинское воеводство. Административный центр — Дорогуск. Население — 7065 человек (на 2004 год).

## Соседние гмины
1. Гмина Хелм
2. Гмина Дубенка
3. Гмина Камень
4. Гмина Руда-Хута
5. Гмина Жмудзь